# Ogorevc
Ogorevc este o localitate din comuna Štore, Slovenia, cu o populație de 87 de locuitori.